# Pătuleni, Argeș
Pătuleni este un sat în comuna Rătești din județul Argeș, Muntenia, România.